# Aspidistra omeiensis
Aspidistra omeiensis är en sparrisväxtart som beskrevs av Zheng Yin Zhu och J.L.Zhang. Aspidistra omeiensis ingår i släktet Aspidistra och familjen sparrisväxter. Inga underarter finns listade i Catalogue of Life.